# Halvan (fiktiv figur)
Halvan är en svensk barnbokskaraktär av Arne Norlin och Jonas Burman. Flera av böckerna finns som datorspel utgivna av Levande Böcker. Jonas Karlsson är den som läser in böckerna, finns inläsningar av brandbilen, polisbilen, bärgningsbilen och polisbåten.

## Handling
Halvan är en helt vanlig kille som bor i den fiktiva staden Bilköping. Han leker med leksaksfordon och drömmer att han är vuxen och själv är brandman, polis, busschaufför, lokförare etc. 

## Böcker
Böckerna om Halvan
- 1995 - Här kommer brandbilen, nya utgåvor 1997, 2006 och 2009
- 1995 - Här kommer polisbilen, nya utgåvor 1997, 1998 och 2006
- 1996 - Här kommer ambulansen, ny utgåva 1999
- 1997 - Här kommer bärgningsbilen, nya utgåvor 1998, 2006 och 2007
- 2001 - Här kommer flygplanet, ny utgåva 2002
- 2003 - Här kommer sopbilen, ny utgåva 2004
- 2004 - Här kommer bussen,  ny utgåva 2005
- 2005 - Här kommer polisbåten, nya utgåvor 2006 och 2009
- 2005 - Halvan kör brandbil
- 2005 - Halvan kör polisbil
- 2006 - Halvan kör ambulans
- 2006 - Halvan kör bärgningsbil
- 2007 - Halvan kör buss
- 2007 - Halvan kör sopbil
- 2007 - Här kommer helikoptern, ny utgåva 2008
- 2008 - Här kommer grävskopan,  ny utgåva 2009
- 2009 - Här kommer tåget, ny utgåva 2011
- 2010 - Här kommer rymdskeppet, ny utgåva 2012
- 2010 - Halvans ABC, ny utgåva 2016
- 2011 - Tuut Tuut med Halvan
- 2012 - Här kommer MC-polisen, ny utgåva 2014
- 2014 - Här kommer NYA polisbilen, ny utgåva 2016
- 2016 - Halvans 1-2-3
- 2017 - Här kommer färjan
- 2018 - Här kommer långtradaren
- 2019 - Här kommer NYA ambulansen
- 2020 - Här kommer Skogsmaskinerna
- 2021- Här kommer Glassbilen
- 2022 - Här kommer Brandflygplanet
- 2023 - Här kommer Taxin
- 2024 - Här kommer traktorn och skördetröskan

Samlingsvolymer med Halvan:
- 2001 - Stora boken om Halvan
- 2007 - Här kommer brandbilen, polisbilen och bärgningsbilen,  tre småfilmer för PC/mac.
- 2009 - Här kommer brandbilen, polisbilen och bärgningsbilen, illustratör Jonas Burman, ljudbok cd.

Pyssel och lek med Halvan:
- 2007 - Här kommer målarboken : bara brandbilar, illustratör Jonas Burman
- 2008 - Här kommer pysselboken : första pysselboken, illustratör Jonas Burman
- 2009 - Halvan : Memo, illustratör Jonas Burman